# Gymnophora integralis
Gymnophora integralis är en tvåvingeart som beskrevs av Schmitz 1920. Gymnophora integralis ingår i släktet Gymnophora och familjen puckelflugor. Inga underarter finns listade i Catalogue of Life.